# Кийків
Кийків —  село в Україні, у Золочівському районі Львівської області. Населення становить 36 осіб. Орган місцевого самоврядування - Золочівська міська рада.

## Населення

### Мова
Розподіл населення за рідною мовою за даними перепису 2001 року:
| Мова       | Кількість | Відсоток |
| ---------- | --------- | -------- |
| українська | 36        | 100%     |